# Къщата на Шумникови: Филмът
„Къщата на Шумникови: Филмът“ (на английски: The Loud House Movie) е американски анимационен филм от 2021 г., базиран на сериала „Къщата на Шумникови“ по Nickelodeon. Продуциран от Nickelodeon Movies, режисьор е Дейв Нийдъм в неговия дебют, сценарият е на Кевин Съливан и Крис Вискарди, озвучаващия състав се състои от Дейвид Тенант, Мишел Гомез, Кейт Таунсенд, и обикновения състав от сериала, съдържащ Ашър Бишъп, Джил Тали, Браян Степанек, Катрин Табър, Лилиана Муми, Ника Фътърман, Кристина Пучели, Джесика Дичико, Грей Делайл, Лара Джил Милър и Андре Робинсън, които повтарят съответните си роли. Като първият филм на поредица, развит между четвъртия и петия сезон на сериала, семейство Шумникови отиват в Шотландия, където научават, че са наследени от кралски особи, и притежават замък.
Филмът беше планиран да се разпространи по кината от „Парамаунт Пикчърс“, но вместо това той е закупен от стрийминг платформата Нетфликс, и премиерата му е на 20 август 2021 г.
Игралният коледен ТВ филм – „Коледа с Шумникови“, е излъчен по Nickelodeon и Paramount+ на 26 ноември 2021 г.

## Актьорски състав
- Ашър Бишъп – Линкълн Шумников, единственото момче от семейство Шумникови, живеещо с десет сестри
- Джил Тали – Рита Шумникова, майката на децата Шумникови
- Браян Степанек – Лин Шумников старши, бащата на децата Шумникови
- Катрин Тейбър – Лори Шумникова, първородното дете на семейство Шумникови и по-голямата сестра на Линкълн, която изпитва интерес към голфа.
- Лиляна Мъми – Лени Шуминкова, втората по-голяма сестра на Линкълн, която изпитва интерес към модата.
- Ника Фътърман – Луна Шуминкова, третата по-голяма сестра на Линкълн, която изпитва интерес към рок музиката.
- Кристина Пучели – Луан Шуминкова, четвъртата по-голяма сестра на Линкълн, която изпитва интерес към комедията.
- Джесика Дичико:
  - Лин младша, петата сестра на Линкълн, която изпитва интерес към спорта.
  - Луси Шумникова, шестата сестра на Линкълн, която изпитва интерес към поезията.
- Грей Делайл:
  - Лана Шуминкова, седмата сестра на Линкълн, която изпитва интерес към животните и калта.
  - Лола Шуминкова, осмата сестра на Линкълн, която изпитва интерес към конкурсите за красота.
  - Лили Шумникова, десетата сестра на Линкълн.
- Лара Джил Милър – Лили Шуминкова, деветата сестра на Линкълн, която изпитва интерес към науката.
- Били Бойд – Скот, шотландското момче, който е влюбен в Лени.

## Продължение
През април 2024 г. „Никелодеон“ обявява продължението на филма, озаглавено No Time to Spy: A Loud House Movie, който е предвиден да се излъчи премиерно на 21 юни 2024 г. по „Парамаунт+“ и „Никелодеон“ в САЩ и в световен мащаб. Първият тийзър трейлър е публикуван в социалните мрежи и е приложен към епизодите по „Парамаунт+“. Плакатът на филма също е разкрит. На 10 май, „Никелодеон“ съобщи, че филмът ще излезе на 21 юни.